# Ensemble scolaire Saint-Louis Crest
L’ensemble scolaire Saint-Louis Crest est un établissement scolaire privé catholique sous contrat situé à Crest dans le département de la Drôme en France.

## Situation géographique
Situé au cœur de la Drôme, au sud de l'Académie de Grenoble, à 30 km de Valence et 39 km de Montélimar, l’Ensemble scolaire Saint-Louis occupe près de 2,6 hectares. Il s’étend sur la rive sud et nord de la Drôme et compte près de douze bâtiments. Le site École regroupe un grand bâtiment en U et le site Collège-Lycée regroupe en tout onze bâtiments.

## Histoire
- Frère Henri Treussard (1938-1942)
- Frère Joseph Chaudanson (1942-1947)
- Frère Théodore de Jésus, d’Émile Reversat (1947-1948)
- Père Paul Muron (1948-1980)
- Jean-Marie Reboul (1980-2005)
- Bernard Michel (2005-2018)[1]
- Olivier Moucadel (2018-…)

Avant 1880, les frères des écoles chrétiennes d’abord, puis les frères maristes enseignent aux jeunes garçons de Crest dans l’école élémentaire de garçons qui reçoit en 1856, 236 élèves. Une école secondaire, reconnue comme petit séminaire, accueille des jeunes gens dont certains se destinent à la prêtrise. Le 21 mai 1930, jour de saint Jean-Baptiste de La Salle, monseigneur Camille Pic, évêque de Valence, ayant à ses côtés le frère Zacharias, assistant du supérieur à Rome, préside le deuxième centenaire de la première arrivée à Crest des frères des écoles chrétiennes, venus donc manifestement en 1730.
Par un arrêté du 28 mai 1880, le conseil municipal de Crest retire le caractère public aux écoles confessionnelles de la ville qui deviennent ainsi des « écoles libres ». Les frères quittent les classes d’au-delà du pont et ouvrent leur établissement dans l’immeuble du no 47 de la grand’Rue (actuelle rue de l’Hôtel de Ville). Le premier nom figurant sur  registre du personnel, conservé au secrétariat de l’établissement actuel, est celui de Charles Lavastre, qui arriva à Crest en août 1905.
En 1924, des menaces font craindre aux catholiques le retour à une application stricte des lois sur les congrégations. Les écoles catholiques sont reprises en main. L’école de garçons survit difficilement. L’acquisition en 1924 de la grande maison Borel-Soubeyran (l'actuel bâtiment administratif) avec son allée de marronniers lui assure un nouveau gîte.
En 1938, les frères des écoles chrétiennes  reprennent la direction de l'établissement, auquel ils donnent le nom de Saint-Louis.
Pendant l'année 1947, le pensionnat Saint-Louis compte six maîtres et regroupe 164 élèves. La rentrée 1948 se fera sans les frères des écoles chrétiennes, qui laissent la place aux prêtres séculiers: les prêtres Paul Muron, Valentin Blemet et Pierre Enjolras.
Au début des années 1950, l’établissement se développe avec la construction d’un premier bâtiment d’une longueur de 51,80 m pour une largeur de 10,50 m, le long de la Drôme. Il sera accolé à un préau à charpente de bois abritant durant de nombreuses années des WC et des lavabos. 
L’installation est difficile en 1950 dans le bâtiment à peine achevé : salles de classe au rez-de-chaussée et deux ateliers, salle de classe au deuxième et des dortoirs au troisième peuvent recevoir une trentaine de résidents.
Ensuite un nouveau permis de construire est déposé le 20 octobre 1955 pour la construction d’un bâtiment en prolongement du précédent, le long de la Drôme. Le certificat d’achèvement des travaux est déposé en mairie de Crest le 8 janvier 1960. Il comprend, au rez-de-chaussée, des ateliers (actuellement le pôle scientifique), des appartements pour les enseignants au premier étage et un très grand dortoir au deuxième (restructuré en internat au cours de l’été 2007).
En 1960, l’abbé qui s’est occupé d’activités pour la jeunesse, est à l’initiative, avec l’aide d’élèves et d’enseignants de l’époque, de la construction du foyer Saint-Louis. Ouvert principalement durant les périodes de repas de midi et du soir, le foyer propose des activités de jeux (tennis de table, cartes et lecture). 
Au cours du premier trimestre de la rentrée 1963, le bâtiment B3 de 1 100 m2 est construit pour servir d’atelier. Il est situé sur l’emplacement d’un petit atelier de mécanique, d’une forge extérieure et d’une statue de la Vierge. Partagé en deux, il comporte une partie pour l’électricité et une autre pour la mécanique, ainsi qu’une grosse chaudière au fioul. 
En 1967, aménagement du futur bâtiment 4, installation au-dessous du logement du premier étage, d’un atelier, dans une salle voûtée, d’une salle de lancement dans la deuxième salle voûtée et d’un atelier pour les CAP d’électricien d’équipement.
En 1968, le lycée,le collège et l'école de l'Immaculée Conception de Crest sont regroupés pour former l'Ensemble scolaire Saint-Louis.
En 1972, les travaux du B7 commencent, une nouvelle cuisine, de nouveaux réfectoires et salles de classe sont aménagés. Guy Pouzin, tout juste âgé de 24 ans, prend possession de sa nouvelle restauration.
En 1974, rénovation de « la villa » en dortoir, puis deux ans après, création d’une salle de sport dite « salle école », accolée au bâtiment. 
Acquisition d’une partie des bâtiments de la S.A. Moulinage Rey le 2 juillet 1988, ce qui permettra d’ouvrir une section de BTS en septembre 1989. 
En 1992, rénovation complète du bâtiment avec la réalisation d’un préau, la démolition du mur qui soutenait l’abri vélo et la suppression d’un appentis qui servait de stockage le long de l’avenue Jean Rabot. Sept salles de cours et ateliers (401, 402, 403, 404, 411, 412, 413), un bloc sanitaire, un local de rangement ont été créés. 
Enfin, en 1993, début des travaux du dernier bâtiment, l’actuel B8, qui s'achèveront le 10 mars 1995 : la salle 815 deviendra le premier CDI de l’ensemble scolaire.
En décembre 2012, après douze mois de travaux, un nouveau bâtiment, dénommé « La Maison des élèves », est opérationnel. Il est inauguré en octobre 2013,.

## L'établissement aujourd'hui

### Architecture
Le lycée Saint-Louis rassemble des bâtiments d’époques, de styles et de matériaux différents[réf. nécessaire]. Une nouvelle extension regroupe, entre autres, le centre d'information et de documentation, un foyer des lycéens et une infirmerie modernisés, le nouvel accès  principal et un préau. « Compacte et immaculée, la nouvelle construction [...] affirme une volumétrie dynamique, des matériaux contemporains et une esthétique actuelle aux limites de l’abstraction, pour marquer l’entrée de l’établissement, signaler les nouvelles fonctionnalités aux élèves et apporter à la cour un parvis intérieur contribuant à la requalifier ».

### Structure pédagogique
|                   | Mater. | CP | CE1 | CE2 | CM1 | CM2 |
| nombre de classes | 4      | 1  | 1   | 2   | 1   | 1   |
| nombre d'élèves   | 115    | 27 | 23  | 58  | 28  | 30  |

|                   | 6°  | 5° | 4° | 3° |
| nombre de classes | 4   | 3  | 3  | 3  |
| nombre d'élèves   | 117 | 72 | 75 | 68 |

|                   | Technologique | Professionnel |
| nombre de classes | 7             | 19            |
| nombre d'élèves   | 138           | 375           |

### Collège
Classes à projet spécifique 
- 6° et 5°
- Classes Nature et montagne
- Découverte des métiers

### Lycée technologique
Le lycée Saint-Louis propose la série Baccalauréat scientifique (Bac S) depuis la rentrée 2015, en section européenne à partir de la rentrée 2016[réf. nécessaire].
Il propose le baccalauréat sciences et technologies de l'industrie et du développement durable (Bac STI2D). En 2012, le taux de réussite au baccalauréat STI2D du lycée Saint-Louis était de 93 %, mais seuls 38 % des élèves de seconde du lycée étaient arrivés jusqu'à ce stade (contre une moyenne académique de 53 %).

### Lycée professionnel
Il propose des formations au Certificat d'aptitude professionnel à la maintenance des matériels de parcs et jardins (CAP MM option MEV)), au bac pro « Métiers de l'Électricité et des Environnements Connectés » (MELEEC), au bac pro « Systèmes  numériques » (SN), au bac pro « Commerce » (COM), au bac pro « Maintenance des systèmes énergétiques et climatiques » (TMSEC) et au bac pro « Maintenance des équipements industriels » (MEI).

## Pour approfondir